# جيمس غيليسبي (لاعب كرة قدم)
جيمس غيليسبي (بالإنجليزية: James Gillespie)‏ هو لاعب كرة قدم بريطاني (وحمل سابقاً جنسية المملكة المتحدة لبريطانيا العظمى وأيرلندا) في مركز جناح ‏، ولد في 1870 في دونبارتونشاير في المملكة المتحدة. شارك مع منتخب اسكتلندا لكرة القدم. أما مع النوادي، فقد لعب مع نادي سندرلاند ونادي غرينوك مورتون ونادي لانارك الثالث وRenton F.C. ‏ وSunderland Albion F.C. ‏ ورابطة كرة القدم الاسكتلندية الحادية عشر ‏.

## وصلات خارجية
- جيمس غيليسبي على موقع قاعدة بيانات كرة القدم.إي يو (الإنجليزية)